# Lista över Laos presidenter

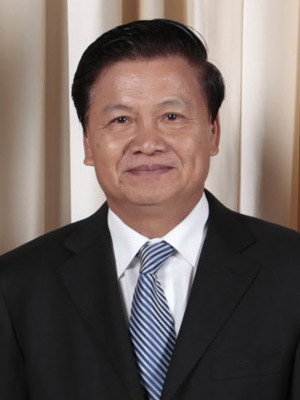
Thongloun Sisoulith är Laos president sedan 2021.

Detta är en lista över Laos presidenter
- 12 mars 1975 - 15 augusti 1991 Souphanouvong
- 31 oktober 1986 - 15 augusti 1991 Phoumi Vongvichit (ställföreträdare för Souphanouvong)
- 15 augusti 1991 - 21 november 1992 Kaysone Phomvihane
- 25 november 1992 - 24 februari 1998 Nouhak Phoumsavanh
- 24 februari 1998 - 6 augusti 2006 Khamtai Siphandon
- 6 augusti 2006 – 20 april 2016 Choummaly Sayasone
- 20 april 2016 – 22 mars 2021 Bounnhang Vorachith
- 22 mars 2021 –  Thongloun Sisoulith[1]

1. ↑  CGTN (22 mars 2021). ”Thongloun Sisoulith elected as Lao president” (på engelska). https://news.cgtn.com/news/2021-03-22/Thongloun-Sisoulith-elected-as-Lao-president-YPMI7buLi8/index.html.